# Harsh Realms
Harsh Realms is een Nederlandse punkrockband uit Roosendaal. De band is 6 februari 2012 opgericht door Maarten de Vugt (zang en basgitaar), Hans Vermeeren (gitaar en zang), Wouter de Vugt (drums) en Deny Putman (gitaar en zang). In 2013 heeft Putman plaatsgemaakt voor Coen Floren (gitaar en zang). 
2012-2013 - Sink in Time / Chemistry
In januari 2013 bracht de band hun eerste 7" single 'Sink in Time / Chemistry' uit op White Russian Records. Deze eerste in vinyl gegoten nummers werden goed ontvangen, zo schreef PodiumInfo.nl: 'Deze EP schreeuwt naar een album vol van dit soort liedjes.'. Met deze single onder hun arm ging de band 2 jaar lang alle podia in Nederland, België en Duitsland af. Daarbij deelde ze podia met bands als: Antillectual, Crazy Arm, Apologies I Have None, Smoke or Fire, Equal Idiots, Lower Than Atlantis, Off With Their Heads. De single werd voorzien van een videoclip die de band samen met Bram Bergs produceerde. 
2014 - PØLP
Eind 2013 maakte de band een weekend trip naar de UK voor een aantal shows met inmiddels bevriende band: River Jumpers. Tussen alle shows door werkte de band hard aan hun eerste full length album. Om het publiek op te warmen voor een volledige plaat doken ze eerst de oefenruimte in, om met behulp van Jasper van den Broek twee nummers op te nemen voor een split 7" met Dear America. Deze 7" kwam begin 2014 uit op het Duitse platenlabel No Panic Records. De pers schreef onder meer: 'Harsh Realms weet wat ze doen en vuurt een krachtig punkrockprojectiel af dat geraffineerd is en toch een paar rauwe kantjes heeft.'
Met deze nieuwe single zetten de band de stijgende lijn door met betrekking tot live spelen. De band speelde nog meer in België en Duitsland. Samen met bands als Starry, The Priceduifkes, A Wilhelm Scream, Misgivings en When There Is None speelde ze zowel A-zalen als jongerencentra plat. 
De split met Dear America werd uiteindelijk een aankondiging voor het debuutalbum getiteld "PØLP". Welke op een aantal donkere dagen werd opgenomen door Nico van Montfort op verschillende plekken en studio's in Nederland. De wens om ooit een plaat uit te brengen via het Tilburgse Shield Recordings werd een feit. Het artwork werd gedaan door Amerikaanse designer: Doom Toof. 
2015-2016 - Euro tour / Support The Offspring
De band ging met hun eerste full length gelijk Europa in en speelde op nieuwe plekken in België, Duitsland, Oostenrijk en Italië. De shows die ze deden werden steeds vaker als support act van "grotere namen" zoals: Atlas Losing Grip, Red City Radio, The Smith Street Band, The Casualties, The Copyrights. Ook speelde ze in 2015 op het bekende Crossbonefest met bands als: The Dopamines, Mean Jeans, The Murderburgers.  
Na het sturen van een heuse "liefdesbrief" naar de booker van 013 Tilburg, wist de band een support slot te pakken voor jeugdhelden: The Offspring en Good Riddance. De band werd kort geïnterviewd op Nederlandse radiozender 3FM en knalde in juni 2016 voor een uitverkochte grote zaal in Tilburg.  
2016 werd vervolgens afgesloten met een support show voor de Canadezen van de The Flatliners in de Sugarfactory in Amsterdam. 
2017-2019 - Split 7" w/ Coma Commander
Omdat de laatste uitgebrachte muziek uit 2014 kwam besloot de band handen in een te slaan met producer Tim van Doorn in België. 3 snelle punkrock tracks werden op de band geslingerd. Bevriende Belgische band Coma Commander werd gevraagd om de B-kant van de single te voorzien en Lost Youth Records en Shield Recordings sloegen de handen ineen voor een met gatefold cover versierde 7" single release. Bij de track 'Striking Distance' werd een video opgenomen met behulp van Jelle van Dun en Max Fransen.   
Voor de bands gezamenlijk de nieuwe split single aankondigde tijdens de release show op Claiming The Crown in Breda, speelde de band eerst nog als supportact van The Toy Dolls en Nothington en braken ze de tent af tijdens Stephan’s House Show in Gouda. Shows waar de band misschien nog wel op zijn best is, gelijkvloers met het publiek en alleen de zang versterkt.   
Kort na hun NL en BE release show vervolgde de band het schema van optreden en deelde ze festival- en gewone podia met bands als: CJ Ramone, No Trigger, Rvivr en The Lillingtons         
2020-2022 - COVID
Door COVID en de restricties rondom dit virus werd de band gedwongen om even geen live shows te spelen. Gelukkig was er tijd genoeg om te starten met het schrijven van album nummer twee. Door een gebrek aan optreden was er volledige focus op de nieuwe songs. Er werden demo's opgenomen en deze werden besproken met Adrian DeLange (Call it Off, St. Plaster en Mayleaf). Met zijn waardevolle input zijn de songs aangescherpt en was de band klaar om in 2022 terug te keren naar het vernieuwde Big Dog Recordingstudios - Tim van Doorn.                            
2023 - CVLT
In 2023 is de tweede full length van de band, getiteld "CVLT", uitgekomen op vinyl en cd via platenlabel Shield Recordings. Een videoclip heeft de band opgenomen, met hulp van Jelle van Dun, voor de single 'Saltwater'. De release show werd gegeven in een uitverkochte Mezz te Breda, gevolgd door supportshows voor bands als No Fun At All, The Exploited en Reno Divorce. Ook volgden diverse losse concerten in België, Duitsland en Nederland en festivalshows als Gaellus Open Air, Bearded Punk Fest en Eurosjopper Festival.                             
Eind 2024 is album CVLT ook uitgekomen op cassette via het label Cat's Claw Records in Engeland. Deze heruitgave bevat de bonustrack 'Saving Private Fun', opgenomen tijdens de CVLT sessies.                            

## Leden
- Maarten de Vugt - zang, basgitaar (2012-heden)
- Hans Vermeeren - gitaar, zang (2012-heden)
- Wouter de Vugt - drums (2012-heden)
- Coen Floren - gitaar, zang (2013-heden)
- Deny Putman - gitaar, zang (2012-2013)

## Discografie
- Sink In Time/Chemistry 7" (White Russian Records, 2012)
- Split 7" Harsh Realms/Dear America (No Panic! Records, 2014)
- PØLP (Shield Recordings, 2014)
- Split 7" Harsh Realms/Coma Commander (Shield Recordings & Lost Youth Recordings, 2017)
- CVLT (Shield Recordings, 2023 & Cat's Claw Records, 2024)